# Li Fuyu
Fuyu Li (9 mei 1978) is een Chinees wielrenner. 
In 2007 heeft hij de overstap gemaakt naar Discovery Channel samen met de Japanner Fumiyuki Beppu, op dat moment de enige Aziaten in het ProTour-peloton. In 2010 is Li Fuyu voor Team RadioShack gaan rijden, de ploeg van Lance Armstrong.

## Doping
Li Fuyu werd in 2010 op non-actief gesteld door zijn ploeg Team RadioShack wegens een positieve test in Dwars door Vlaanderen.

## Overwinningen
2006
3e etappe Ronde van Thailand
Eindklassement Ronde van Thailand
Westfalen Preis

## Resultaten in voornaamste wedstrijden
|      | \| Jaar \| Gent-Wevelgem \| \| ---- \| ------------- \| \| 2010 \| 68e \| |
| Jaar | Gent-Wevelgem                                                             |
| 2010 | 68e                                                                       |

Basso (tot 30/04) · 
Beppu ·
Bileka · 
Brajkovič ·
Contador ·
Cruz ·
Cummings ·
Danielson ·
Davis ·
Devine ·
Devolder ·
Fuyu ·
Goesev ·
Hincapie · 
Leipheimer ·
Lowe · 
Martínez ·
McCartney ·
Meersman ·
Murn · 
Noval ·
Padrnos ·
Paulinho ·
Popovytsj · 
Rubiera ·
Vaitkus ·
Vandborg ·
Van Goolen ·
White (tot 15/08)
Armstrong ·
Beppu ·
Bewley ·
Brajkovič ·
Busche ·
Hermans ·
Horner ·
Impey ·
Irizar ·
Fuyu (tot 30/04) ·
Klöden ·
Leipheimer ·
Lequatre ·
Machado · 
McCartney ·
Moeravjov ·
Paulinho ·
Popovytsj ·
Rast ·
Rosseler ·
Rovny ·
Rubiera ·
Selander ·
Steegmans ·
Vaitkus ·   
Zubeldia ·
Avery (stagiair) ·
Phinney (stagiair) ·
Sergent (stagiair) 